# Jordan Morris
Jordan Perry Morris (Seattle, 26 oktober 1994) is een Amerikaans voetballer die doorgaans speelt als aanvaller. In maart 2016 debuteerde hij voor Seattle Sounders. Morris maakte in 2014 zijn debuut in het voetbalelftal van de Verenigde Staten.

## Clubcarrière
Morris speelde tussen 2009 en 2012 voor Eastside FC, waarna hij opgenomen werd in de jeugdopleiding van Seattle Sounders. Na één seizoen vertrok hij om te gaan studeren aan de Stanford-universiteit, waarvoor hij ook ging voetballen. In 2014 speelde hij ook vier duels voor Seattle Sounders –23 in de USL Premier Development League. Zijn debuut voor het eerste elftal maakte hij op 7 maart 2016, toen in eigen huis met 0–1 werd verloren van Sporting Kansas City door een doelpunt van Nuno Coelho. Morris mocht in de basis starten en zeven minuten voor het einde van de wedstrijd werd hij gewisseld ten faveure van Oalex Anderson. Een maand later, op 17 april, tekende de aanvaller voor zijn eerste doelpunt. Nadat Chad Marshall tegen Philadelphia Union de score geopend had, verdubbelde Morris twintig minuten voor tijd de voorsprong op aangeven van Andreas Ivanschitz (ook aangever bij de treffer van Marshall). Sébastien Le Toux maakte er nog 2–1 van, maar daar zou het bij blijven. Met Seattle won hij in 2016 de Major League Soccer, door in de finale na strafschoppen te winnen van Toronto. Door een afgescheurde kruisband moest Morris bijna het hele seizoen 2018 aan zich voorbij laten gaan. In januari 2021 werd de aanvaller voor het restant van het seizoen op huurbasis overgenomen door Swansea City. Op huurbasis bij de Welshe club scheurde hij opnieuw zijn kruisband af. Deze blessure werd zwaarder ingeschat als de eerste. Na zijn terugkeer zat hij nog met zijn blessure, maar vanaf het seizoen 2022 kreeg Morris weer een basisplaats. In oktober 2022 werd zijn verbintenis opengebroken en met een jaar verlengd tot en met december 2023. In januari 2023 werd zijn contract verlengd tot eind 2027.

## Clubstatistieken
| Seizoen | Club             | Competitie          | Competitie | Competitie | Beker | Beker | Internationaal | Internationaal | Totaal | Totaal |
| Seizoen | Club             | Competitie          | Wed.       | Dlp.       | Wed.  | Dlp.  | Wed.           | Dlp.           | Wed.   | Dlp.   |
| ------- | ---------------- | ------------------- | ---------- | ---------- | ----- | ----- | -------------- | -------------- | ------ | ------ |
| 2016    | Seattle Sounders | Major League Soccer | 40         | 14         | 2     | 0     | 2              | 0              | 44     | 14     |
| 2017    | Seattle Sounders | Major League Soccer | 25         | 3          | 0     | 0     | —              | —              | 25     | 3      |
| 2018    | Seattle Sounders | Major League Soccer | 0          | 0          | 0     | 0     | 1              | 0              | 1      | 0      |
| 2019    | Seattle Sounders | Major League Soccer | 30         | 13         | 0     | 0     | —              | —              | 30     | 13     |
| 2020    | Seattle Sounders | Major League Soccer | 27         | 11         | 4     | 1     | 2              | 1              | 33     | 13     |
| 2020/21 | → Swansea City   | Championship        | 4          | 0          | 1     | 0     | —              | —              | 5      | 0      |
| 2021    | Seattle Sounders | Major League Soccer | 3          | 0          | 0     | 0     | 0              | 0              | 3      | 0      |
| 2022    | Seattle Sounders | Major League Soccer | 29         | 7          | 0     | 0     | 8              | 3              | 37     | 10     |
| 2023    | Seattle Sounders | Major League Soccer | 30         | 13         | 0     | 0     | 3              | 1              | 33     | 14     |
| 2024    | Seattle Sounders | Major League Soccer | 37         | 14         | 2     | 1     | 5              | 3              | 44     | 18     |
| 2025    | Seattle Sounders | Major League Soccer | 3          | 3          | 0     | 0     | 4              | 0              | 7      | 3      |
| Totaal  | Totaal           | Totaal              | 228        | 78         | 9     | 2     | 25             | 8              | 262    | 88     |

Bijgewerkt op 18 april 2025.

## Interlandcarrière
Morris werd op 28 augustus 2014 voor het eerst opgeroepen voor het voetbalelftal van de Verenigde Staten voor het duel met Tsjechië op 3 september. Die wedstrijd kwam hij echter niet in actie. Op 18 november debuteerde hij alsnog, tegen Ierland (4–1 nederlaag). Op 15 april 2015 maakte Morris zijn eerste doelpunt voor het nationale team, toen met 2–0 werd gewonnen van Mexico.
In november 2022 werd Morris door bondscoach Gregg Berhalter opgenomen in de selectie van de Verenigde Staten voor het WK 2022. Tijdens dit WK werden de Verenigde Staten door Nederland uitgeschakeld in de achtste finales nadat in de groepsfase gelijkgespeeld was tegen Wales en Engeland en gewonnen van Iran. Morris kwam in twee duels in actie. Zijn toenmalige clubgenoten Xavier Arraega (Ecuador), Cristian Roldan (eveneens Verenigde Staten) en Nouhou Tolo (Kameroen) waren ook actief op het toernooi.
| Interlands van Jordan Morris voor Verenigde Staten | Interlands van Jordan Morris voor Verenigde Staten | Interlands van Jordan Morris voor Verenigde Staten | Interlands van Jordan Morris voor Verenigde Staten | Interlands van Jordan Morris voor Verenigde Staten | Interlands van Jordan Morris voor Verenigde Staten |
| №                                                  | Datum                                              | Wedstrijd                                          | Uitslag                                            | Competitie                                         | Goals                                              |
| Als speler bij Seattle Sounders                    | Als speler bij Seattle Sounders                    | Als speler bij Seattle Sounders                    | Als speler bij Seattle Sounders                    | Als speler bij Seattle Sounders                    | Als speler bij Seattle Sounders                    |
| -------------------------------------------------- | -------------------------------------------------- | -------------------------------------------------- | -------------------------------------------------- | -------------------------------------------------- | -------------------------------------------------- |
| 1                                                  | 18 november 2014                                   | Ierland – Verenigde Staten                         | 4 – 1                                              | Vriendschappelijk                                  |                                                    |
| 2                                                  | 31 maart 2015                                      | Zwitserland – Verenigde Staten                     | 1 – 1                                              | Vriendschappelijk                                  |                                                    |
| 3                                                  | 15 april 2015                                      | Verenigde Staten – Mexico                          | 2 – 0                                              | Vriendschappelijk                                  | 49'                                                |
| 4                                                  | 5 juni 2015                                        | Nederland – Verenigde Staten                       | 3 – 4                                              | Vriendschappelijk                                  |                                                    |
| 5                                                  | 10 juni 2015                                       | Duitsland – Verenigde Staten                       | 1 – 2                                              | Vriendschappelijk                                  |                                                    |
| 6                                                  | 9 september 2015                                   | Verenigde Staten – Brazilië                        | 1 – 4                                              | Vriendschappelijk                                  |                                                    |
| 7                                                  | 14 november 2015                                   | Verenigde Staten – Saint Vincent en de Grenadines  | 6 – 1                                              | WK 2018 kwalificatie                               |                                                    |
| 8                                                  | 31 januari 2016                                    | Verenigde Staten – IJsland                         | 3 – 2                                              | Vriendschappelijk                                  |                                                    |
| 9                                                  | 6 februari 2016                                    | Verenigde Staten – Canada                          | 1 – 0                                              | Vriendschappelijk                                  |                                                    |
| 10                                                 | 2 september 2016                                   | Saint Vincent en de Grenadines – Verenigde Staten  | 0 – 6                                              | WK 2018 kwalificatie                               |                                                    |
| 11                                                 | 7 september 2016                                   | Verenigde Staten – Trinidad en Tobago              | 4 – 0                                              | WK 2018 kwalificatie                               |                                                    |
| 12                                                 | 7 oktober 2016                                     | Cuba – Verenigde Staten                            | 0 – 2                                              | Vriendschappelijk                                  |                                                    |
| 13                                                 | 29 januari 2017                                    | Verenigde Staten – Servië                          | 0 – 0                                              | Vriendschappelijk                                  |                                                    |
| 14                                                 | 3 februari 2017                                    | Verenigde Staten – Jamaica                         | 1 – 0                                              | Vriendschappelijk                                  | 59'                                                |
| 15                                                 | 3 juni 2017                                        | Verenigde Staten – Venezuela                       | 1 – 1                                              | Vriendschappelijk                                  |                                                    |
| 16                                                 | 1 juli 2017                                        | Verenigde Staten – Ghana                           | 2 – 1                                              | Vriendschappelijk                                  |                                                    |
| 17                                                 | 8 juli 2017                                        | Verenigde Staten – Panama                          | 1 – 1                                              | Gold Cup 2017                                      |                                                    |
| 18                                                 | 12 juli 2017                                       | Verenigde Staten – Martinique                      | 3 – 2                                              | Gold Cup 2017                                      | 64' 76'                                            |
| 19                                                 | 15 juli 2017                                       | Verenigde Staten – Nicaragua                       | 3 – 0                                              | Gold Cup 2017                                      |                                                    |
| 20                                                 | 19 juli 2017                                       | Verenigde Staten – El Salvador                     | 2 – 0                                              | Gold Cup 2017                                      |                                                    |
| 21                                                 | 22 juli 2017                                       | Verenigde Staten – Costa Rica                      | 2 – 0                                              | Gold Cup 2017                                      |                                                    |
| 22                                                 | 26 juli 2017                                       | Verenigde Staten – Jamaica                         | 2 – 1                                              | Gold Cup 2017                                      | 88'                                                |
| 23                                                 | 1 september 2017                                   | Verenigde Staten – Costa Rica                      | 0 – 2                                              | WK 2018 kwalificatie                               |                                                    |
| 24                                                 | 5 september 2017                                   | Honduras – Verenigde Staten                        | 1 – 1                                              | WK 2018 kwalificatie                               |                                                    |
| 25                                                 | 29 januari 2018                                    | Verenigde Staten – Bosnië en Herzegovina           | 0 – 0                                              | Vriendschappelijk                                  |                                                    |
| 26                                                 | 22 maart 2019                                      | Verenigde Staten – Ecuador                         | 1 – 0                                              | Vriendschappelijk                                  |                                                    |
| 27                                                 | 27 maart 2019                                      | Verenigde Staten – Chili                           | 1 – 1                                              | Vriendschappelijk                                  |                                                    |
| 28                                                 | 9 juni 2019                                        | Verenigde Staten – Venezuela                       | 0 – 3                                              | Vriendschappelijk                                  |                                                    |
| 29                                                 | 23 juni 2019                                       | Verenigde Staten – Trinidad en Tobago              | 6 – 0                                              | Gold Cup 2019                                      |                                                    |
| 30                                                 | 27 juni 2019                                       | Verenigde Staten – Panama                          | 0 – 1                                              | Gold Cup 2019                                      |                                                    |
| 31                                                 | 1 juli 2019                                        | Verenigde Staten – Curaçao                         | 1 – 0                                              | Gold Cup 2019                                      |                                                    |
| 32                                                 | 4 juli 2019                                        | Verenigde Staten – Jamaica                         | 1 – 3                                              | Gold Cup 2019                                      |                                                    |
| 33                                                 | 8 juli 2019                                        | Mexico – Verenigde Staten                          | 1 – 0                                              | Gold Cup 2019                                      |                                                    |
| 34                                                 | 7 september 2019                                   | Verenigde Staten – Mexico                          | 0 – 3                                              | Vriendschappelijk                                  |                                                    |
| 35                                                 | 11 september 2019                                  | Verenigde Staten – Uruguay                         | 1 – 1                                              | Vriendschappelijk                                  | 79'                                                |
| 36                                                 | 12 oktober 2019                                    | Verenigde Staten – Cuba                            | 7 – 0                                              | Nations League 2019/20                             | 9'                                                 |
| 37                                                 | 16 oktober 2019                                    | Canada – Verenigde Staten                          | 2 – 0                                              | Nations League 2019/20                             |                                                    |
| 38                                                 | 16 november 2019                                   | Verenigde Staten – Canada                          | 4 – 1                                              | Nations League 2019/20                             | 2'                                                 |
| 39                                                 | 20 november 2019                                   | Cuba – Verenigde Staten                            | 0 – 4                                              | Nations League 2019/20                             | 26', 39'                                           |
| 40                                                 | 18 december 2021                                   | Verenigde Staten – Bosnië en Herzegovina           | 1 – 0                                              | Vriendschappelijk                                  |                                                    |
| 41                                                 | 27 januari 2022                                    | Verenigde Staten – El Salvador                     | 1 – 0                                              | WK 2022 kwalificatie                               |                                                    |
| 42                                                 | 30 januari 2022                                    | Canada – Verenigde Staten                          | 2 – 0                                              | WK 2022 kwalificatie                               |                                                    |
| 43                                                 | 2 februari 2022                                    | Verenigde Staten – Honduras                        | 3 – 0                                              | WK 2022 kwalificatie                               |                                                    |
| 44                                                 | 24 maart 2022                                      | Mexico – Verenigde Staten                          | 0 – 0                                              | WK 2022 kwalificatie                               |                                                    |
| 45                                                 | 27 maart 2022                                      | Verenigde Staten – Panama                          | 5 – 1                                              | WK 2022 kwalificatie                               |                                                    |
| 46                                                 | 30 maart 2022                                      | Costa Rica – Verenigde Staten                      | 2 – 0                                              | WK 2022 kwalificatie                               |                                                    |
| 47                                                 | 10 juni 2022                                       | Verenigde Staten – Grenada                         | 5 – 0                                              | Nations League 2022/23                             |                                                    |
| 48                                                 | 14 juni 2022                                       | El Salvador – Verenigde Staten                     | 1 – 1                                              | Nations League 2022/23                             | 90+1'                                              |
| 49                                                 | 23 september 2022                                  | Japan – Verenigde Staten                           | 2 – 0                                              | Vriendschappelijk                                  |                                                    |
| 50                                                 | 21 november 2022                                   | Verenigde Staten – Wales                           | 1 – 1                                              | WK 2022                                            |                                                    |
| 51                                                 | 3 december 2022                                    | Nederland – Verenigde Staten                       | 3 – 1                                              | WK 2022                                            |                                                    |
| 52                                                 | 19 april 2023                                      | Verenigde Staten – Mexico                          | 1 – 1                                              | Vriendschappelijk                                  |                                                    |
| 53                                                 | 24 juni 2023                                       | Verenigde Staten – Jamaica                         | 1 – 1                                              | Gold Cup 2023                                      |                                                    |
| 54                                                 | 9 juli 2023                                        | Verenigde Staten – Canada                          | 2 – 2 (3 – 2 n.s.)                                 | Gold Cup 2023                                      |                                                    |
| 55                                                 | 12 juli 2023                                       | Verenigde Staten – Panama                          | 1 – 1 (4 – 5 n.s.)                                 | Gold Cup 2023                                      |                                                    |

Bijgewerkt op 18 april 2025.

## Erelijst
| Competitie                |                  |                  |                  |                  |
| Competitie                | Aantal           | Jaren            |                  |                  |
| Seattle Sounders          | Seattle Sounders | Seattle Sounders | Seattle Sounders | Seattle Sounders |
| ------------------------- | ---------------- | ---------------- | ---------------- | ---------------- |
| MLS Cup                   | 2                | 2016, 2019       |                  |                  |
| CONCACAF Champions League | 1                | 2022             |                  |                  |
| Verenigde Staten          |                  |                  |                  |                  |
| CONCACAF Gold Cup         | 1                | 2017             |                  |                  |
| CONCACAF Nations League   | 2                | 2019/20, 2022/23 |                  |                  |